# 21 Savage
Shéyaa Bin Abraham-Joseph (Londen, 22 oktober 1992), beter bekend als 21 Savage, is een Engels-Amerikaanse rapper.
21 Savage brak in 2015 door met de mixtape getiteld The Slaughter Tape. Zijn album Issa Album uit 2017 bereikte als hoogste notering de tweede plaats in de Billboard 200, zijn album I Am > I Was uit 2018 werd nummer 1.

## Biografie
Shéyaa Bin Abraham-Joseph is geboren op 22 oktober 1992 in Londen. Allebei zijn ouders hebben een Caraïbische achtergrond. Toen zijn ouders vroeg in het leven scheidden, verhuisde Shéyaa met zijn moeder naar Atlanta.
In de eerste klas van de middelbare school, was 21 Savage van elke school in de DeKalb County School District verbannen voor wapenbezit. Door zijn problemen kwam Shéyaa terecht in een jeugdgevangenis. Nadat 21 Savage uit de jeugdgevangenis kwam, stopte hij met zijn opleiding op de middelbare school. 21 Savage werd toen lid van een lokale straat bende die verbonden was met de Bloods gang. Hier werd hij drugsdealer. In 2013, op de 21e verjaardag van 21 Savage, werd er een mislukte overval gepleegd op 21 Savage. 21 Savage werd hierbij zes keer beschoten, maar overleefde de aanslag. Zijn beste vriend Johnny overleed wel. Na de dood van zijn vriend begon 21 Savage met rappen.

## Carrière

### Het begin
21 Savage begon met rappen, nadat de oom van zijn overleden vriend hem wat studio tijd gaf. Op 12 november 2014, bracht 21 Savage zijn eerste nummer genaamd "Picky" uit, geproduceerd door DJ Plugg. Ruim een half jaar later, werd zijn eerste mixtape uitgebracht, The Slaugher Tape. Op deze mixtape stond ook het nummer "Picky".
Op 2 juli 2015 bracht 21 Savage met Sonny Digital zijn eerste EP uit, genaamd "Free Guwop". Op 1 december 2015, bracht hij zijn tweede mixtape, Slaughter King, uit.

### Doorbraak
Op 15 juli 2016 bracht 21 Savage met multi-platinum producer Metro Boomin de EP Savage Mode uit. De EP bereikte internationaal succes en bereikte zijn piek op plek nummer 23 op de Billboard 200. De EP bevat een single, genaamd 'X' met de rapper Future. Het nummer ging platinum in de Verenigde Staten, waardoor dit 21 Savage zijn eerste platinum plaat werd. Op 18 januari 2017 tekende 21 Savage een contract bij Epic Records.
In 2017 bracht 21 Savage ook het album Issa Album uit. Het nummer Bank Account werd een groot succes op dit album. Later dit jaar had 21 Savage een feature op de single 'Rockstar' van Post Malone. Het nummer werd een enorm groot succes en bereikte nummer 1 op de Billboard Hot 100. Het nummer werd diamant beschouwd door de RIAA.

## Discografie

### Studioalbums
- Issa Album (2017)
- I Am > I Was (2018)
- American Dream (2024)

### Albums met anderen
- Savage Mode - met Metro Boomin (2016)
- Without Warning - met Offset en Metro Boomin (2017)
- Savage Mode II - met Metro Boomin (2020)
- Her Loss - met Drake (2022)

### Mixtapes
● The Slaugther Tape (2015)
● Slaughter King (2015)

### Ep's
● Free Guwop (2015) - ft Sonny Digital
● Savage Mode (2016) - ft Metro Boomin
● Spiral: From the Book of Saw Soundtrack (2021)
- Bibliothèque nationale de France: cb17864283s (data)
- Gemeinsame Normdatei: 1185782257
- International Standard Name Identifier: 0000 0004 6553 7482
- Library of Congress Control Number: no2017121785
- MusicBrainz: 37b2cb82-ef79-4d46-a184-a549450aa231
- Nationale Bibliotheek van Tsjechië: pag20201084680
- Virtual International Authority File: 5554150647116910860004
- WorldCat: E39PBJqVXGp9CjTgqfktc46dwC